# Barbier-Paradoxon
Das Barbier-Paradoxon oder die Antinomie des Barbiers ist in der Logik und der Mengenlehre eine anschauliche Variante der Russell’schen Antinomie, die 1918 von Bertrand Russell selbst aufgestellt wurde.

## Begriff und Problem
Russell formulierte 1918 das Barbier-Paradoxon mit folgenden Worten:

“You can define the barber as ‘one who shaves all those, and those only, who do not shave themselves.’ The question is, does the barber shave himself?”

„Du kannst einen Barbier definieren als ‚jemanden, der all jene, und zwar nur jene, rasiert, die sich nicht selbst rasieren‘. Die Frage ist: Rasiert der Barbier sich selbst?“

Beim Versuch, die Frage zu beantworten, ergibt sich ein Widerspruch. Denn angenommen, der Barbier rasiert sich selbst, dann gehört er zu denen, die er laut Definition nicht rasiert, was der Annahme widerspricht. Angenommen, es gilt das Gegenteil, und der Barbier rasiert sich nicht selbst, dann erfüllt er selbst die Eigenschaft derer, die er rasiert, entgegen der Annahme. Logisch drückt dies folgende widersprüchliche Äquivalenz für den Barbier {\displaystyle \,x} aus:
{\displaystyle x{\mbox{ rasiert }}x\iff {\mbox{nicht}}(x{\mbox{ rasiert }}x)}

## Russells Lösung
Russell sagte, dass dieses Paradoxon leicht zu lösen sei. Das zeigte er bereits 1903 in einem indirekten Beweis mit einer variablen Relation. Liest man diesen rückwärts, so entsteht ein direkter Beweis, in dem {\displaystyle \,{\mbox{ rasiert }}} für seine variable Relation steht:
Die Aussage {\displaystyle x{\mbox{ rasiert }}y\iff {\mbox{nicht}}(y{\mbox{ rasiert }}y)}, die den Barbier definiert, sei mit {\displaystyle \,{\mbox{B}}xy} abgekürzt.
Es gilt die Negation des Widerspruchs {\displaystyle x{\mbox{ rasiert }}x\iff {\mbox{nicht}}(x{\mbox{ rasiert }}x)}, das heißt: {\displaystyle {\mbox{nicht}}\,{\mbox{B}}xx}.
Daher kann der Existenzquantor eingeführt werden: {\displaystyle {\mbox{Es gibt }}y\colon {\mbox{nicht}}\,{\mbox{B}}xy}.
Durch Einführung des Allquantors ergibt sich: {\displaystyle {\mbox{Für alle }}x\colon {\mbox{Es gibt }}y\colon {\mbox{nicht}}\,{\mbox{B}}xy}.
Durch Umformung der Quantoren erhält man schließlich: {\displaystyle \,{\mbox{Es gibt kein }}x\colon {\mbox{Für alle }}y\colon {\mbox{B}}xy}.
Diese beweisbare Aussage heißt aber im Klartext: Es gibt keinen, der genau diejenigen rasiert, die sich nicht selbst rasieren. Die auf den ersten Blick sinnvoll erscheinende Barbier-Definition erzeugt also einen harmlosen leeren Begriff beziehungsweise eine leere Menge. Die Antinomie führt die Barbier-Definition ad absurdum. Russells Lösung zeigt nur den Definitionsfehler auf, gibt aber keine Lösung an, wie der Barbier eines Ortes sinnvoll zu definieren wäre. Das ist auch unwichtig, denn seine fiktive Barbier-Definition diente ihm nur zur Veranschaulichung seines abstrakten Gedankengangs für beliebige Relationen. Darin liegt die Bedeutung des Barbier-Paradoxons. Mathematisch und philosophisch bedeutungsvoll ist hauptsächlich die Variante, bei der statt {\displaystyle \,{\mbox{ rasiert }}} das umgekehrte Elementprädikat steht, das die Russellsche Antinomie erzeugt, den wichtigsten Widerspruch in der naiven Mengenlehre.

## Varianten
Es kursieren viele Varianten des Paradoxons, zum Beispiel:
Der Barbier von Sevilla rasiert alle Männer von Sevilla, nur nicht die, die sich selbst rasieren. Diese Ausschmückung liefert nicht Russells sinnlose Definition, sondern impliziert nur, dass der Barbier kein Mann von Sevilla ist (vielleicht ein weiblicher Barbier oder ein dort arbeitender Barbier vom Nachbarort).
Ein paradoxer Befehl: „Alle Bürgermeister dürfen nicht in ihrer eigenen Stadt leben, sondern müssen in die eigens dafür eingerichtete Bürgermeister-Stadt Bümstädt ziehen. Wo nun lebt der Bürgermeister von Bümstädt?“
Annäherung an die Russellsche Antinomie: Eine Bibliothek möchte einen Bibliographie-Katalog erstellen, in dem alle Bibliographie-Kataloge aufgelistet werden, die keinen Verweis auf sich selbst enthalten. Ist dieser Katalog auch aufzulisten? Wenn ja, erhält er einen Verweis auf sich und gehört doch nicht in die Menge der aufgelisteten Kataloge. Wenn nein, enthält er keinen Verweis auf sich und gehört doch zu dieser Menge.
Verwandt ist auch der antike Sophismus des Euathlos.